# 黃正良
黃正良（Huang-Zheng Liang ，1998年2月17日—），台灣男子排球運動員，位置為副攻手。目前效力於屏東台電男子排球隊(2021至今)。